# Kirchbach-Zerlach
Kirchbach-Zerlach (fino al 31 dicembre 2015 Kirchbach in der Steiermark) è un comune austriaco di 3 271 abitanti nel distretto di Südoststeiermark, in Stiria; ha lo status di comune mercato (Marktgemeinde). È stato creato il 1º gennaio 2015 dalla fusione dei precedenti comuni di Kirchbach in Steiermark e Zerlach; capoluogo comunale è Kirchbach in Steiermark.